# Euploea alboradiata
Euploea alboradiata är en fjärilsart som beskrevs av Kalis 1933. Euploea alboradiata ingår i släktet Euploea och familjen praktfjärilar. Inga underarter finns listade i Catalogue of Life.